# Bactra angulata
Bactra angulata es una especie de polilla del género Bactra, categorizada en la tribu Olethreutini, de la subfamilia Olethreutinae.

## Distribución
Se distribuye por Borneo.

## Taxonomía
Fue descrita por Diakonoff en 1956 y publicada en (Bactra (Chiloides), Zool. Verh. Leiden 29: 21.